# Vladimír Kýhos
Vladimír Kýhos (* 23. Juni 1956 in Chomutov, Tschechoslowakei) ist ein ehemaliger tschechischer Eishockeyspieler und jetziger -trainer. 

## Karriere
Vladimír Kýhos wurde in Chomutov geboren, zog mit seiner Familie aber bald nach Litvínov, wo er aufwuchs. Kýhos stammt aus einer Eishockey-begeisterten Familie, sein Vater Vladimír Kýhos senior war Verteidiger bei CHZ Litvínov und arbeitete später als Trainer des gleichen Vereins. Vladimír Kýhos durchlief die Nachwuchsabteilung des Vereins und absolvierte seine ersten Spiele für die Herrenmannschaft in der 1. Liga während der Saison 1974/75. Als er seinen Militärdienst ableisten musste, wurde er zum Armeesportklub ASVŠ Dukla Trenčín delegiert, für den er in der Saison 1975/76 sein Debüt in der 1. SNHL, der slowakischen Gruppe der zweiten tschechoslowakischen Spielklasse, gab. Es folgte eine Spielzeit bei VTJ Dukla Litoměřice. Von 1977 bis 1985 spielte der Angreifer für CHZ Litvínov in der 1. Liga. Insgesamt absolvierte dabei er für seinen Heimatverein 348 Spiele, in denen er 284 Scorerpunkte sammelte.
Die Saison 1986/87 verbrachte er bei dessen Ligarivalen TJ Škoda Plzeň. Zur Saison 1988/89 wechselte er zu JoKP Joensuu aus der I-divisioona, der zweiten finnischen Spielklasse. Mit seiner Mannschaft erreichte er auf Anhieb den Aufstieg in die SM-liiga. In der folgenden Spielzeit musste er jedoch den direkten Wiederabstieg mit JoKP hinnehmen. Zuletzt spielte er in der Saison 1990/91 für den finnischen Drittligisten Hermes, ehe er seine aktive Karriere im Alter von 35 Jahren beendete. 
Vladimír Kýhos übernahm gegen Ende der Saison 1994/95 das Amt als Cheftrainer bei seinem Ex-Klub HC Chemopetrol Litvínov aus der nach Teilung der Tschechoslowakei neu gegründeten tschechischen Extraliga. Von 1995 bis 1997 war er Assistenztrainer in Litvínov. Von 1997 bis 1999 war er Cheftrainer beim KLH Chomutov aus seiner Heimatstadt, der in der zweiten tschechischen Spielklasse antrat. In der Saison 1999/2000 war er in selber Funktion bei Chomutovs Ligarivalen HC Mělník tätig. Anschließend verbrachte er je ein Jahr als Cheftrainer in Chomutov und Litvínov, ehe er von 2002 bis 2008 durchgehend für die Zweitligamannschaft des KLH Chomutov verantwortlich war. 
Im Laufe der Saison 2007/08 wechselte Kýhos innerhalb der 1. Liga zum HC Kometa Brno, bei dem er Rostislav Čada ersetzte. In der Saison 2008/09 verpasste er zwar mit Kometa Brno sportlich den Aufstieg, jedoch erwarb die Vereinsführung die Extraliga-Lizenz des HC Znojemští Orli. In der Extraliga wurde er bereits zu Beginn der Saison 2009/10 entlassen und durch Pavel Pazourek ersetzt. Die Saison 2010/11 begann er als Trainer des Zweitligisten HC Tábor, unterschrieb jedoch am 23. Januar 2011 bei seinem Ex-Klub HC Litvínov aus der Extraliga. Noch im November des gleichen Jahres wurde er selbst in Litvínov entlassen. Bereits im Januar 2012 wurde er jedoch vom Extraliga-Rivalen HC Energie Karlovy Vary als Cheftrainer verpflichtet. 
Ab Dezember 2015 war Kýhos Cheftrainer beim Mountfield HK, anschließend in der Saison 2016/17 in gleicher Position beim HC Oceláři Třinec.
Zwischen November 2017 und Oktober 2018 betreute er als Cheftrainer den BK Mladá Boleslav.

### International
Für die Tschechoslowakei nahm Kýhos an den Olympischen Winterspielen 1984 in Sarajevo, bei denen er mit seiner Mannschaft die Silbermedaille gewann.

## Erfolge und Auszeichnungen
- 1989 Aufstieg in die SM-liiga mit JoKP Joensuu

### International
- 1984 Silbermedaille bei den Olympischen Winterspielen